# غلامعلی نائینی
میرزا غلامعلی نائینی فرزند میرزا محمد نائینی از خوشنویسان و نسخ‌نویسان صاحب‌نام قرن اخیر است که تا حدود ۱۳۱۵ ه.ق حیات داشته؛ او شعر هم می‌گفته است.